# Phare de Capo Zafferano
Le phare de Capo Zafferano (en italien :Faro di Capo Zafferano)  est un phare situé sur le Cap Zafferano, dans la commune de Santa Flavia en mer Tyrrhénienne, dans la Province de Palerme (Sicile), en Italie.

## Histoire
Le phare a été construit en 1884, à environ 3 km à l'est de Santa Flavia pour marquer l'entrée est du port de Palerme. Le phare est entièrement automatisé et géré par la Marina Militare
Lorsque la Marina Militare l'a automatisé, la maison du gardien a été abandonnée et est entièrement tombée en ruine en raison de la négligence et du vandalisme. En 2016, l'Agenzia del Demanio, qui gère les bâtiments de l'État, y compris les phares, a décidé de le mettre en concession avec une demande de soumissions à un privé pour 50 ans. Le phare a été attribué à une entreprise de restauration, dirigée par un chef-cuisinier local, qui deviendra une structure multifonctionnelle avec un magasin, un restaurant, trois suites et un musée de la mer.

## Description
Le phare  se compose d'une tour octogonale de 11 m de haut, avec galerie et lanterne attachée à une maison de gardiens d'un étage. Le bâtiment est peint en blanc et le dôme de la lanterne est gris métallisé. Il émet, à une hauteur focale de 34 m, trois éclats blancs et rouges, selon secteurs, toutes les 10 secondes. Sa portée est de 16 milles nautiques (environ 30 km) pour le feu blanc et 12 milles nautiques pour le feu rouge.

Identifiant : ARLHS : ITA-048 ; EF-3244 - Amirauté : E2023 - NGA : 9900 .

## Caractéristiques dufeu maritime
Fréquence : 10 secondes (W-R)
- Lumière : 1 seconde
- Obscurité : 1 seconde
- Lumière : 1 seconde
- Obscurité : 1 seconde
- Lumière : 1. seconde
- Obscurité : 5 secondes

|                |
| Capo Zafferano |

### Lien connexe
- Liste des phares de la Sicile